# Fluorescenčně značená protilátka

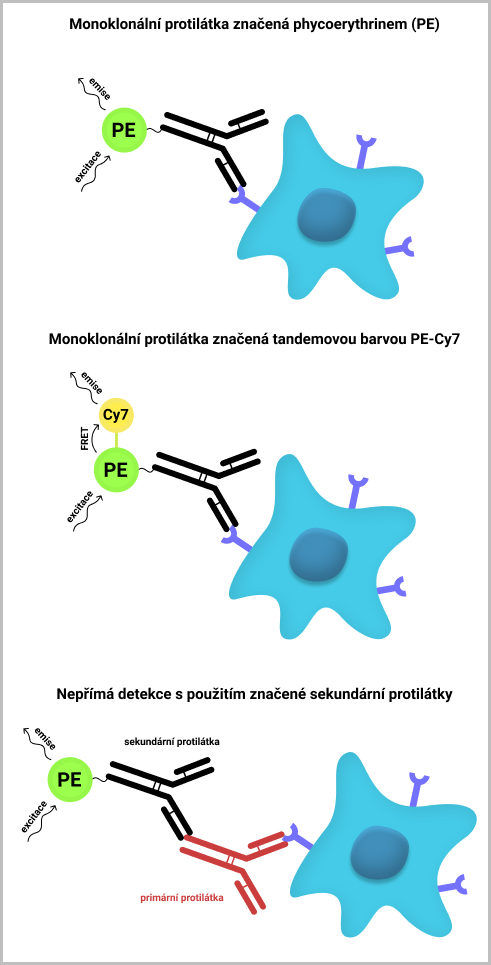
Detekce molekuly na povrchu buňky pomocí fluorescenčně značené protilátky.

Fluorescenčně značené protilátky označují konjugát specifické monoklonální protilátky s fluoroforem. Značené protilátky se hojně využívají například v průtokové cytometrii nebo fluorescenční mikroskopii k diagnostickým nebo zobrazovacím účelům. Poprvé byly fluorescenčně značené protilátky popsány v roce 1942 a využity k detekci antigenních determinant v savčí tkáni.
Fluorofor je navázán na konstantní část protilátky kovalentní vazbou. Tato vazba se může uskutečnit přes amino, thiolovou nebo hydroxylovou skupinu. Na jednu molekulu protilátky se při konjugační reakci může navázat vyšší počet molekul fluoroforu. Počet fluorescenčních molekul je ale omezený, neboť větší množství fluoroforů by se mohlo navzájem zhášet a tím snižovat intenzitu fluorescence. Konjugační reakce by v ideálním případě neměla mít vliv na aviditu protilátky. Průměrný počet fluorescenčních molekul navázaných na protilátku je definován jako "stupeň značení" (DOL, z angl. degree of labeling) a může být určen na základě absorpčního spektra značené protilátky.
V současné době existuje velké množství fluorescenčních molekul využívaných k vazbě na monoklonální protilátky. Mezi běžně využívané fluorofory patří například fluorescein (FITC), phycoerythrin (PE) nebo allophycocyanin (APC). Pro rozšíření spektra fluorescenčních markerů a pro použití v mnohobarevných analýzách se také využívají tandemové (z angl. tandem dyes) nebo polymerní (z angl. polymer dyes) barvy. Tandemové barvy využívají přenosu energie (FRET) mezi dvěma kovalentně vázanými fluorofory (donorem a akceptorem). Výsledkem je zvýšení rozdílu mezi excitačním a emisním spektrem (Stokesův posuv) tandemové barvy, jejíž emisní spektrum je tak možné odlišit od emisního spektra donorové molekuly. Hojně využívaná tandemová barva je například PE-Cy7 (phycoerythrin kovalentně vázaný s malou molekulou cyanine 7).

## Využití v průtokové cytometrii
Průtoková cytometrie a třídění (sorting) buněk je založené na vazbě fluorescenčně značených protilátek na povrchové nebo intracelulární znaky buněk. Specifická vazba epitopu a protilátky zajistí označení vybraných molekulárních znaků specifickým fluoroforem. Na základě rozličné intenzity fluorescence a emisních spekter jednotlivých fluoroforů je pak možné rozlišit a kvantifikovat jednotlivé buněčné populace a případně je třídit.

## Využití ve fluorescenční mikroskopii
Ve fluorescenční mikroskopii je využití fluorescenčně značených protilátek označováno jako imunofluorescence. V označení cílové struktury se využívá přímé nebo nepřímé detekce. K zobrazení fluorescenčně označených molekulárních struktur se využívá fluorescenční mikroskop, vybavený speciálními lasery k excitaci fluoroforů a odpovídajícími filtry k detekci emisních spekter.

### Přímá a nepřímá detekce
Přímá a nepřímá detekce využívá fluorescenčně značených protilátek v rozdílných stádiích značení. Přímá detekce využívá primární protilátku značenou fluorescenční molekulou pro bezprostřední rozpoznání cílové struktury. Nepřímá detekce využívá značené protilátky až v druhém kroku po označení cílové struktury první neznačenou protilátkou.